# Alex de Vries (pianist)
Alexander (Alex) de Vries (Amsterdam, 13 mei 1919 – Sint-Joost-ten-Noode, 22 mei 1964) was een Belgisch pianist, muziekpedagoog en op bescheiden schaal componist van Nederlandse komaf.
Hij was zoon van de Amsterdamse Elisabeth Levy en Weespenaar diamantslijper Joseph David de Vries. Het echtpaar woonde in Antwerpen, maar was net rondom de geboorte van Alex woonachtig in Amsterdam, aan de Nieuwe Kerkstraat 135. Alex de Vries getrouwd met musicienne Denise Tolkowsky. Beiden werden begraven op Schoonselhof.
Het gezin verhuisde al snel na Alex’ geboorte weer naar Antwerpen en omgeving. Hij zat al op elfjarige leeftijd op het podium tijdens een Chanoekafeest van Machanei Jisroeil in Antwerpen.
Hij kreeg aldaar zijn muziekopleiding aan het Koninklijk Vlaams Conservatorium. Docenten waren M. de Jong op piano (eerste prijs 1935, hoger diploma 1937), Edward Verheyden voor harmonieleer (eerste prijs 1936), Karel Candael voor contrapunt (eerste prijs 1939) en fuga (eerste prijs 1940). Hij werd concertpianist die soleerde onder gerenommeerde dirigenten als Ernest Ansermet, Kurt Masur, Paul van Kempen, Herbert Blomstedt en Gennadi Rozjdestvenski. Zijn repertoire bevatte veel werk uit het impressionisme met een speciale voorkeur voor het pianoconcert van Aram Chatsjatoerjan. Als pianist wist hij (ook al tijdens zijn opleiding) prijzen in de wacht te slepen: Alexander Braïlowskyprijs (1938), Harold Lomasprijs (1939) en Virtuositeitsprijs Belgische Regering (1939).
Als componist kreeg hij mede opleiding van Arthur De Greef en Émile Bosquet; het leidde tot de Prijs Albert De Vleeshouwer voor zijn cantate Het Kamp voor tenor en kamerorkest (1939). Andere werken zijn  Andante voor strijkorkest op een thema van Jakob Arcadelt, Fantasie op twee Vlaamse volksliederen voor twee piano’s, Suite op Het beleg van Bergen-op-Zoom. Ook liederen kwamen uit zijn pen met teksten van bijvoorbeeld Willem Kloos, Frederik van Eeden, Paul van Ostaijen en Karel van de Woestijne.
Tussen 1946 en 1958 was hij docent van de pianoklas van het Gents conservatorium, in dat laatste jaar verbond hij zich aan het Vlaams conservatorium in Antwerpen; een functie die hij tot zijn dood zou bekleden.
Van zijn hand kwam in 1949 Inleiding tot de algemene en muzikale geheugenleer, later schreef hij publicaties over bijvoorbeeld het essay De muziek in de werken van Marcel Proust etc. In 1956 en 1960 had hij zitting in de jury van de Koningin Elisabethwedstrijd.
De Vries maakte op 45-jarige leeftijd zelf een eind aan zijn leven; hij zou teleurgesteld zijn geweest in een lage klassering van een van zijn leerlingen tijdens de Koningin Elisabethwedstrijd.
Zijn vrouw riep in 1965 het Fonds Alex de Vries in het leven. Dat organiseerde in 1977 een Internationaal Muziekfestival A. de Vries, dat twee maanden duurde (april-juni). Aram Chatsjatoerian trad er als gast op en leidde zijn Tweede Symfonie als ook zijn Pianoconcert met solist Robert Groslot.
- Bibliothèque nationale de France: cb13893244q (data)
- Gemeinsame Normdatei: 1033825816
- International Standard Name Identifier: 0000 0003 8296 9482
- Library of Congress Control Number: n90675897
- Nationale Bibliotheek van Israël: 987007430639905171
- Nederlandse Thesaurus van Auteursnamen: 073180319
- Virtual International Authority File: 266970310